# Joel Aguilar
Joel Antonio Aguilar Chicas (El Salvador, 2 de juliol del 1975) és un àrbitre de futbol salvadorenc. Aguilar és àrbitre internacional FIFA des de 2001.
Fins ara ha dirigit partits en grans esdeveniments com el Campionat del Món sub-20 2007. El febrer del 2010 va ser designat per arbitrar al Mundial 2010.
El març de 2013, la FIFA el va incloure en la llista de 52 àrbitres candidats per la Copa del Món de Futbol de 2014 al Brasil. El gener de 2014, la FIFA el va incloure a la llista definitiva d'àrbitres pel mundial.